# 電爐

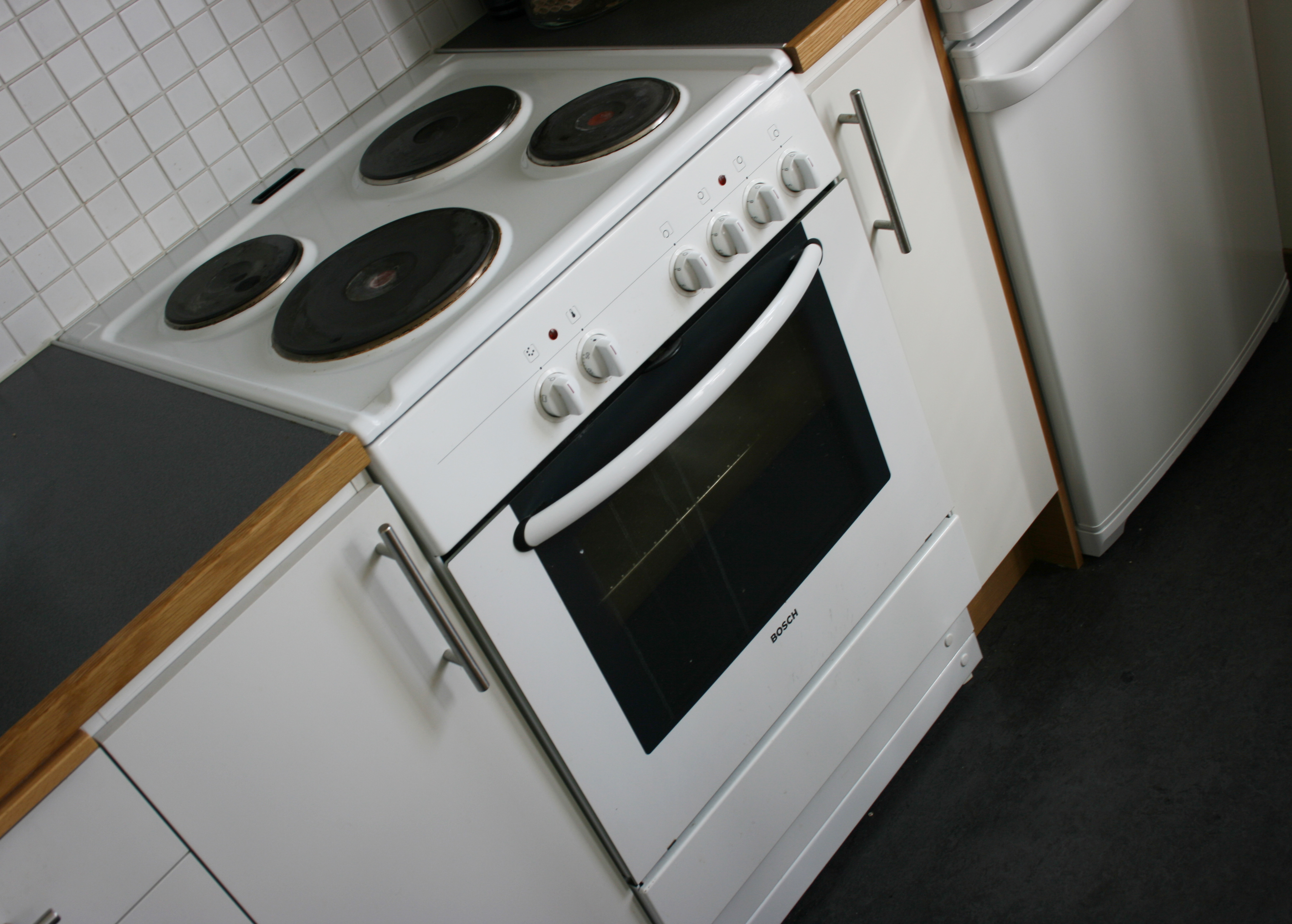
電爐以電力產生熱能。

電爐（英語：electric stove）是具有電力加熱裝置的爐 ，主要用於煮食和焗烤。電爐很受歡迎，並成為了使用固體燃料（木或煤）的火爐之代替品，因為使用固體燃料的火爐需要更多的人力操作和保持燃燒。一些現代的爐會包括內建的吸油煙機。
電爐加熱的部分可以用旋轉開關控制，電爐上的旋轉開關一般只有有限的刻度（例如六個），旋轉每一個位置都會產生不同的電阻，因而產生不同的加熱功率。有些電爐會使用「無限開關」，稱為。此外，一些電爐會配備恆溫器。

## 歷史
1859年9月20日，佐治·B·辛普森（英語：George B. Simpson）獲得了美國專利#25532，名為「電子加熱器」（英語：electro-heater）。其表面使用鉑絲盤加熱，並以電池作為動力。據佐治·B·辛普森所言，這發明可以用於「使房間溫暖、燒水、煮食……」。
1892年，加拿大發明家托馬斯·阿赫恩提交了39916號專利，名為「電焗爐」（Electric Oven），很可能是他同年在渥太華的酒店用於煮食的裝置。阿赫恩和窩允·Y·索珀（英語：Warren Y. Soper）是渥太華鍋爐電力公司（英語：Ottawa's Chaudiere Electric Light and Power Company）的持有人。上述的電爐於1893年在芝加哥哥倫布紀念博覽會展出，該展覽亦展出了一個電氣化的廚房的模型。與氣爐不同，電爐的受歡迎程度增長緩慢，一方面是因為這是陌生的科技，以及城鎮需要電氣化才能使用。至20世紀30年代，電爐的技術變得成熟，因此，電爐開始逐漸取代氣爐，特別是在家居廚房中。
1897年，威廉·海德威（英語：William Hadaway）取得了美國專利#574537，名為「自動控制電焗爐」（英語：Automatically Controlled Electric Oven）。

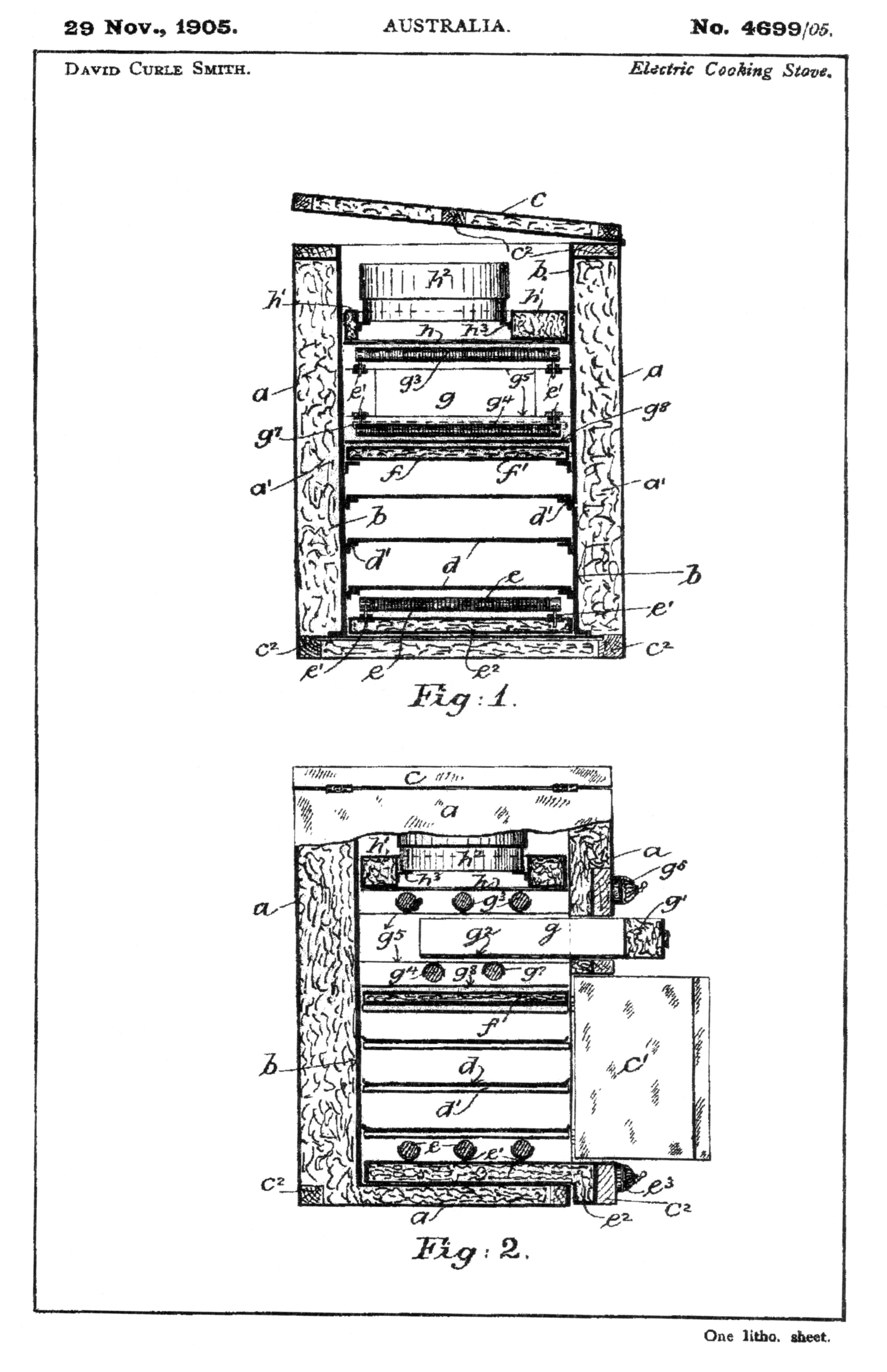
於1905年11月29日提交的示意圖，當時大衛·柯爾·史密斯為他發明的「電子煮食爐」（electric cooking stove，又稱卡爾古利爐，The Kalgoorlie Stove）取得澳大利亞專利（No. 4699/05）。

早期的電爐並不令人滿意，這是由於電力的成本（與木、煤或煤氣相比）、電力公司提供的電力功率有限、恆溫表現差，以及加熱的部分壽命短。用於電阻線的鎳鉻合金的發明改善了加熱部分的成本和耐久度。在美國，儘管在1908有三家公司引入了電爐，但電爐的滲透率很低。 
在20世紀20年代，電爐仍然是一個新奇的事物。直到20世紀30年代，電力的降價和電爐現代化的外型使電爐的接受度大大提升。
電爐和其他的家用設備是由電力企業營銷，以提高電力的需求。
在農村電氣化的擴張時，使用電爐煮食很受歡迎。

### 卡爾古利爐
1905年11月，澳大利亞西部卡爾古利市政電力工程師大衛·柯爾·史密斯（英語：David Curle Smith）為一個裝置申請了專利（澳大利亞專利號4699/05），該裝置以氣爐的設計為藍本，包含了與後來大多數的電爐相同的組態：一個被扁平烤盤包圍的焗爐，之間有一個方形平底烤鍋。柯爾·史密斯的電爐並沒有恆溫器，熱力是以在9個部件中開啟了的數量控制。
在1906年獲得專利之後，柯爾·史密斯的設計在同年10月開始投入生產。整個生產綫被卡爾古利市電力部門購買，該部門並將電爐出租予居民。在成本超支使議會暫停計劃前，總共生產了50台設備。這是第一次以「使以電力煮食……在任何人的能力範圍內」的目的生產家用電爐。現在已經沒有這款電爐的現存品，它們之中有許多均在二戰是被用於提取當中的銅成分。
為了宣傳這款電爐，大衛·柯爾·史密斯的妻子H·諾拉·柯爾·史密斯（英語：H. Nora Curle Smith，原名海倫·諾拉·默多克，默多克家族的一員在澳大利亞的公眾生活中十分突出）編寫了一本食譜，包括操作指示和161個食譜。《電熱煮食變得簡單》（英語：Thermo-Electrical Cooking Made Easy）於1907年3月出版，是世界上第一本電爐的食譜。

## 電力消耗量
典型的一個電爐發熱部分的耗電量介乎1千瓦至3千瓦，視乎尺寸大小。